# 秘密の配備
秘密の配備（ドイツ語: Der heimliche Aufmarsch）とは、ドイツの反ファシズムの歌・労働歌である。1929年にドイツ共産党員のエーリヒ・ヴァイネルト によって歌詞が書かれた。タイトルは忍び寄る戦争や、ファシストの陰謀とも意訳される。

## 概要
当時のドイツ（ヴァイマル共和政）では国家社会主義ドイツ労働者党（NSDAP, ナチス）が国民の支持を広げ始めており、政権獲得へ一歩一歩近付いていた。このような時代背景の中、労働者と農民の団結を訴え、ファシスト達を打ち負かし、社会主義世界建設を呼びかける内容のこの曲が作られた。1929年にヴァイネルトが作詞した際にはウラジーミル・フォーゲルが曲を付けたが、現在ではハンス・アイスラーが1931年に作曲したものの方がよく知られている。また、歌詞にはいくつかのバリエーションがある。
1931年公開の映画『戦は既に終れり』（原題：Niemandsland）では、俳優であり歌手のエルンスト・ブッシュによって歌われている。
ドイツ民主共和国では1957年より、東西冷戦を背景に本曲の歌詞を改めた公然たる進軍（Der offene Aufmarsch）という歌が歌われた。

## 歌詞
1番
Es geht durch die Welt ein Geflüster:
Arbeiter, hörst du es nicht?
Das sind die Stimmen der Kriegsminister:
Arbeiter, hörst du sie nicht?
Es flüstern die Kohle- und Stahlproduzenten,
Es flüstert die chemische Kriegsproduktion,
Es flüstert von allen Kontinenten:
Mobilmachung gegen die Sowjetunion!
（コーラス）
Arbeiter, Bauern, nehmt die Gewehre,
Nehmt die Gewehre zur Hand.
Zerschlagt die faschistische Räuberherde,
Setzt alle Herzen in Brand!
Pflanzt eure roten Banner der Arbeit
Auf jede Rampe, auf jede Fabrik.
Dann steigt aus den Trümmern
Der alten Gesellschaft
Die sozialistische Weltrepublik!
2番
Arbeiter horch, sie ziehn ins Feld,
Und schreien für Nation und Rasse.
Das ist der Krieg der Herrscher der Welt
Gegen die Arbeiterklasse.
Denn der Angriff gegen die Sowjetunion
Ist der Stoß ins Herz der Revolution.
Und der Krieg der jetzt durch die Länder geht,
Ist der Krieg gegen dich, Prolet-!
（コーラス）
Arbeiter, Bauern, nehmt die Gewehre,
Nehmt die Gewehre zur Hand.
Zerschlagt die faschistische Räuberherde,
Setzt alle Herzen in Brand!
Pflanzt eure roten Banner der Arbeit
Auf jede Rampe, auf jede Fabrik.
Dann steigt aus den Trümmern
Der alten Gesellschaft
Die sozialistische Weltrepublik!

## 日本語訳
大まかな歌の意味は下記の通り。公式な日本語訳ではない。
1番
世界中で囁かれている
労働者よ、聞こえないのか？
各国の軍部大臣の声だ！
労働者よ、聞こえないのか?
奴らは石炭・鉄鋼生産者に囁いている
奴らは化学戦争の生産も囁いている
それらは全ての大陸から囁かれている！
ソ連に対する動員だ!
（コーラス）
労働者よ、農民よ、武器を取れ
銃を、手に、取れ！
略奪者たるファシストを打ち砕き
その心に火を点けろ!
労働者の赤旗を植え付けろ！
全ての街灯、工場に
旧社会の廃墟から立ち上がる
世界社会主義共和国!
2番
労働者よ、聞け! 戦争屋共はいつも言う
国家のため、民族のためと!
それは世界の支配者達だけの為の戦争だ！
労働者階級を潰す戦争だ!
何故なら、ソ連に対する攻撃は
革命精神への打撃だからだ!
そして今、諸国に広がる戦争は
あなたに対する戦争だ、プロレタリアよ!
（コーラス）
労働者よ、農民よ、武器を取れ!
その手に銃を取れ!
略奪者たるファシスト共を打ち砕け!
その心に火を点けろ!
労働者の赤旗を立てろ
全ての街灯、工場に
そして旧社会の廃墟から立ち上がる
世界社会主義共和国!